# Жезава (остановочный пункт)
Жезава (пол. Rzezawa) — остановочный пункт в селе Жезава в гмине Жезава, в Малопольском воеводстве Польши. Имеет 2 платформы и 2 пути.
Остановочный пункт на ведущей к польско-украинской границе железнодорожной линии Краков-Главный — Медыка.